# Блазнавац, Миливое Петрович
Ми́ливое Пе́трович Блазна́вац (серб. Миливоје Петровић Блазнавац; 16 мая 1824 или 1826, Блазнавац, Княжество Сербия — 5 апреля 1873, Белград) — сербский военный и политический деятель.

## Биография
Миливое Петрович Блазнавац родился в Блазнаве 16 мая 1824 года, сын мелкого торговца и духанщика.
Военное образование получил в Пруссии, по окончании которого вернулся в Сербию, служил сначала в полиции и с 1848 года был адъютантом князя Александра Карагеоргиевича.
В конце 1840-х годов для совершенствования военного образования совершил командировку в военные школы Вены, Парижа и Меца. По возвращении, в 1854 году произведён в подполковники.
В 1857 году Блазнавац отправился в Бельгию для изучения техники и постановки оружейного и порохового производства. Полученные познания Блазнавац применил затем на родине, учредив арсенал и пороховые заводы. В 1858 году получил чин полковника.
С переходом власти к Михаилу Обреновичу, Блазнавац в 1865 году занял пост военного министра. На этом посту ему удалось преобразовать сербскую армию по европейскому образцу, несмотря на энергичные протесты Англии, Австрии и Турции.
10 июня 1868 года, после убийства князя Михаила (случившегося 29 мая), Блазнавац, став во главе правительства, добился признания юного Милана князем Сербии. При этом скупщина избрала Блазнаваца в члены регентства (вместе с Йованом Ристичем и Йованом Гавриловичем) и он сохранил своё положение регента до 22 августа 1872 года, когда Милан, достигнув совершеннолетия, поручил ему составить кабинет, предоставив лично Блазнавацу портфель военного министра и путей сообщения.
Был женат на Катарине Константинович — двоюродной племяннице и бывшей любовнице князя Михаила Обреновича.
Умер Блазнавац 5 апреля 1873 года в Белграде.